# اس‌تی‌اس-۵۱-ال

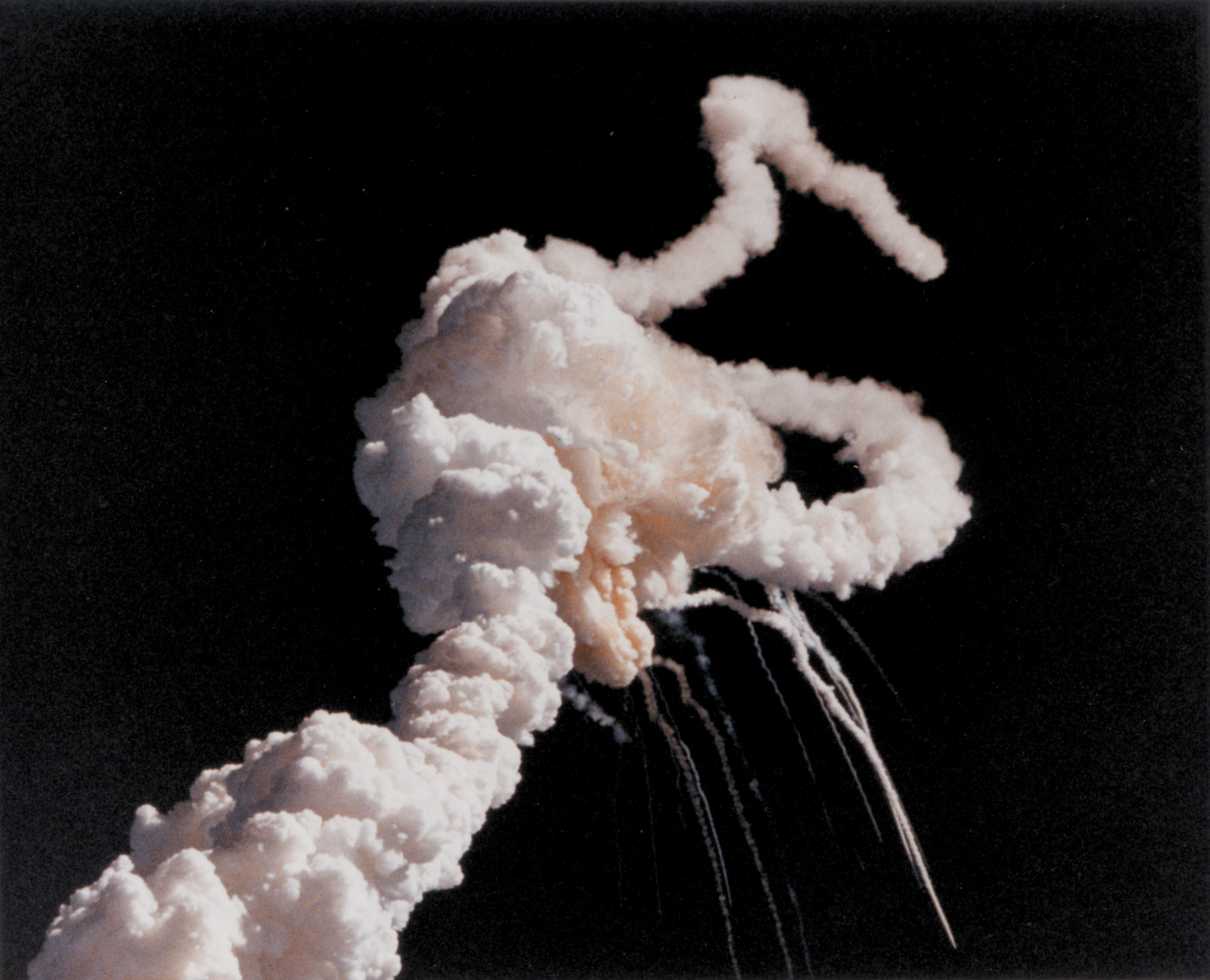
تصویر دود ناشی از ازهم‌گسیختگی شاتل چلنجر در ثانیه هفتاد و سوم پس از پرتاب. این حادثه باعث مرگ تمامی هفت خدمه این مأموریت شد.

اس‌تی‌اس-۵۱-ال، بیست و پنجمین مأموریت فضاپیمای چلنجر متعلق به ناسا بود که در ۲۸ ژانویه ۱۹۸۶ از مجتمع پرتاب ۳۹ پایگاه فضایی کندی در فلوریدا پرتاب شد. در این مأموریت برای اولین بار در تاریخ مأموریت‌های شاتل‌های فضایی، یکی از خدمه یعنی کریستا مک‌اولیف غیرنظامی و یک معلم مدرسه بود. این مأموریت با انفجار شاتل چلنجر در ثانیه هفتادوسوم پس از پرتاب، به فاجعه‌ای مبدل شد که منجر به کشته شدن تمام سرنشین‌های آن گردید. کمیته راجرز علت این فاجعه را خرابی یکی از واشرهای درزگیری در یکی از موشک‌های پیشران جامد∗ دانستند.

## برنامه مأموریت
دهمین مأموریت شاتل چلنجر، اس‌تی‌اس-۵۱-ال، گسترش ماهواره ردیابی و تقویت داده∗، حمل اولین ابزار شاتل برای نجوم (SPARTAN-203) برای آزمایش دنباله‌دار هالی، اجرای چندین درس برای پروژه معلم در فضا و نیز پیشبرد برنامه دانش‌آموزی شاتل∗ بود. این پرواز، اولین مأموریت مدارگرد سرنشین‌دار آمریکایی بود که تلفات جانی در پی داشت. همچنین اولین مأموریت فضاپیماهای آمریکایی بود که پس از پرتاب و پیش از رسیدن به فضا شکست خورد. چنین شکستی اولین بار برای سایوز ۱۸آ شوروی رخ داد که دو خدمه آن نجات پیدا کردند. مأموریت جورج جارویس∗ برای پرواز اس‌تی‌اس-۶۱-سی برنامه‌ریزی شده بود که پیش از پرواز با سناتور بیل نلسون جابجا شد.

## خدمه پروازی
| رده             | فضانورد         | فضانورد         |
| --------------- | --------------- | --------------- |
| فرمانده         | دیک اسکوبی      | دیک اسکوبی      |
| خلبان           | مایکل جان اسمیت | مایکل جان اسمیت |
| متخصص پرواز۱    | الیسون انیزوکا  | الیسون انیزوکا  |
| متخصص پرواز۲    | جودیت رزنیک     | جودیت رزنیک     |
| متخصص پرواز۳    | رونالد مک‌نیر    | رونالد مک‌نیر    |
| متخصص بارگذاری۱ | گریگوری جارویس  | گریگوری جارویس  |
| متخصص بارگذاری۲ | کریستا مک‌اولیف  | کریستا مک‌اولیف  |

### خدمه پشتیبان
| رده             | فضانورد            | فضانورد            |
| --------------- | ------------------ | ------------------ |
| متخصص بارگذاری۱ | ال. ویلیام باترورث | ال. ویلیام باترورث |
| متخصص بارگذاری۲ | باربارا آر. مورگان | باربارا آر. مورگان |

## چگونگی ایجاد خرابی

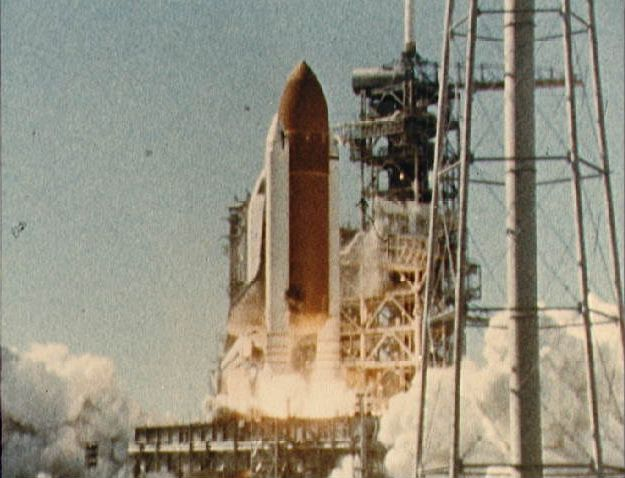
پرتاب شاتل چلنجر در مأموریت اس‌تی‌اس-۵۱-ال

در ثانیه هفتادوسوم پس از پرتاب، خرابی یکی از ابزارها به از دست رفتن جان خدمه و انفجار شاتل منجر شد. کمیته راجرز دلیل این حادثه را خرابی واشر اصلی و پشتیبان موشک پیشران جامد سمت راست شاتل چلنجر اعلام کرد. خرابی این درزگیری‌ها باعث ایجاد شعله‌ای شد که سرایت کردن آتش به پیشران و سپس باعث چرخیدن پیشران حول مفصل اتصال شد. سپس استوانه پیشران بر تانک خارجی اثر گذاشته و باعث خرابی ساختاری مخزن خارجی شاتل فضایی که ساختار اصلی انبار سوخت را تشکیل می‌دهد شد. آتشی سریع آزاد شد و سپس ساختار اصلی انبارهای سوخت، پیشران‌ها و مدارگرد به علت فشار نیروهای آیرودینامیک از هم گسیخته شدند. نحوه پرتاب مورد تأیید قرار گرفت به غیر از این‌که بیشتر قسمت‌ها از جمله موشک‌های پیشران باید در دمای بالای ۴۰ درجه فارنهایت به کار گرفته شوند که دمای محیط در زمان پرتاب ۲۶ درجه فارنهایت بوده‌است. شواهد نشان‌دهنده فعال شدن دستی تعدادی از تجهیزات اضطراری هوایی (PEAPها) به‌دست فضانوردان است که این یعنی نیروهای اعمال شده بر کابین فضانوردان در جریان جدایی مدارگرد، کشنده نبوده یا این‌که حداقل سه تن از فضانوردان تا اندکی پس از جدایی کابین زنده بوده و به قدر کافی هوشیار بوده‌اند که بتوانند اقداماتی اضطراری را انجام دهند. مرکز کنترل هیوستون اعلام کرد که فضاپیما پس از انفجار و برخورد با آب در ناحیه‌ای از ۲۸٫۶۴ درجه شمالی تا ۸۰٫۲۸ درجه غربی پخش شده‌است.

## سرنوشت خدمه
در هفتم مارس، غواصان کشتی یواس‌اس پرزرور بر سطح اقیانوس شیئی را در بستر اقیانوس مشاهده کردند که معتقد بودند بقایای کابین خدمه پروازی اس‌تی‌اس-۵۱-ال است. غواصی روز بعد این نظر را تأیید کرده و مشخص شد که کابین خدمه و بقایای جسد آن‌ها پیدا شده‌است. هیچ‌کدام از تحقیقات رسمی انجام‌شده موفق به فهمیدن دلیل دقیق مرگ خدمه نشدند هرچند که زنده بودن خدمه در هنگام از هم پاشیدگی شاتل به علت فعال شدن دستی سه تا از بسته‌های خروج اضطراری هوا مشخص شده‌است. (البته بعضی این کاهش فشار هوای کابین را علت مرگ خدمه می‌دانند که تنها یک احتمال است) فعال شدن دستی بسته‌های خروج اضطراری هوا تنها در هنگام کاهش شدید فشار هوا امکان‌پذیر است. اما این بسته‌ها قادر به تنظیم فشار هوا در کابین نیستند که می‌تواند منجر به از دست رفتن هوشیاری فضانوردان در چند ثانیه شود. گزارش‌هایی در رسانه‌ها وجود داشت که می‌گفت ناسا نوار ضبطی سری دارد که شامل بحث‌های خدمه مضطرب به مدت دو دقیقه و چهل و پنج ثانیه تا سقوط آزاد کابین در دریای شرق فلوریداست. این مسئله به نظر ساختگی می‌آید چون خدمه ممکن است در آن زمان به علت از دست رفتن فشار هوای کابین در حالت نا هوشیاری بوده و نیز فضانوردان دارای ضبط صوت جداگانه نبوده‌اند. البته اگر چنین دستگاهی نیز وجود می‌داشت به علت جدا شدن سریع مدارگرد از کابین خدمه، بدون برق باقی‌مانده و نمی‌توانست کار کند. اما در هر حال اگر کسی نیز زنده مانده‌بود با برخورد کابین به سطح دریا کشته می‌شد.

## اهداف مأموریت

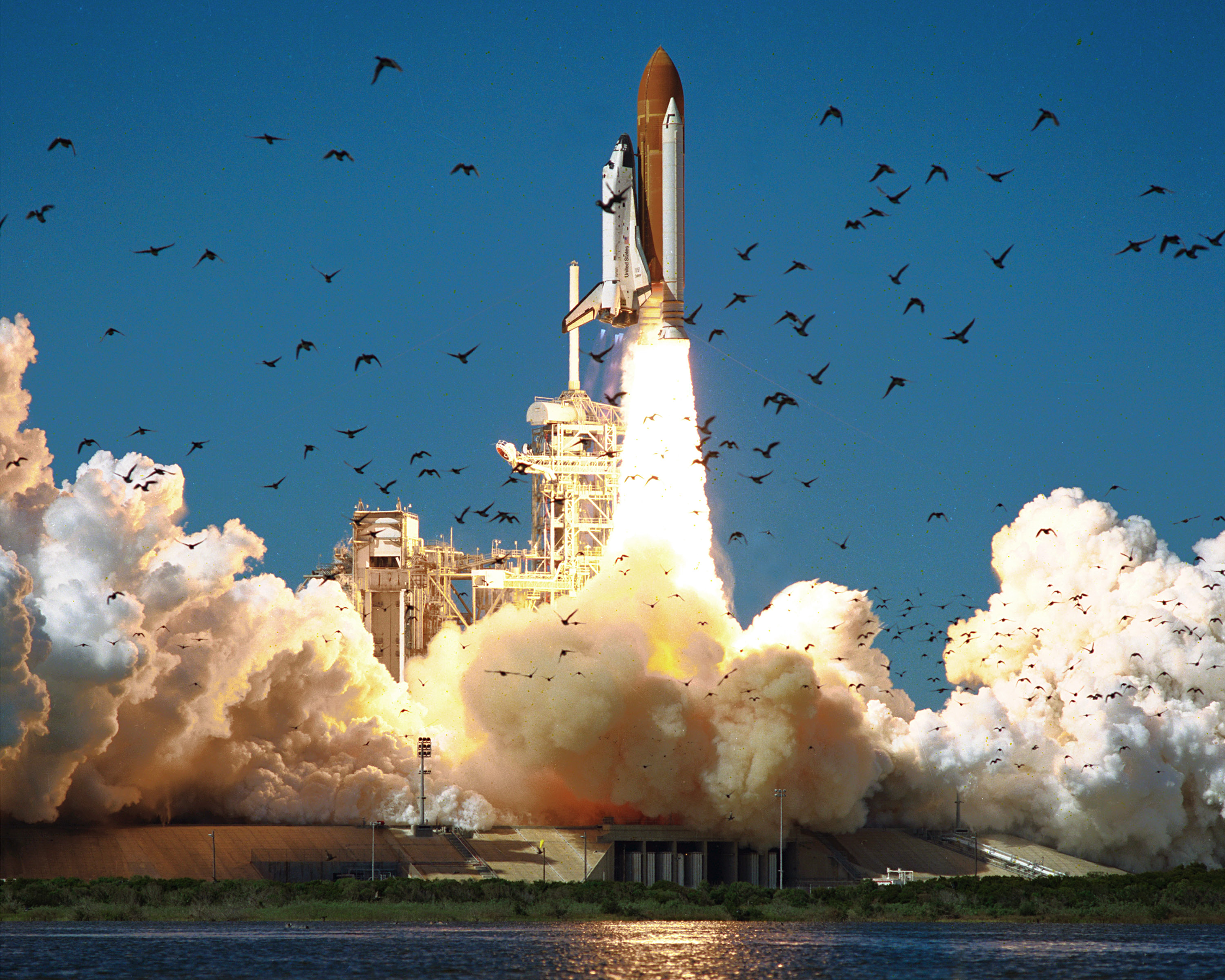
پرتاب شاتل چلنجر در ابتدای مأموریت اس‌تی‌اس-۵۱-ال

- بارگذاری ردیابی تقویت داده ماهواره-بی (TDRS-B) با بالابرنده مرحله بالای سکون∗
- پرواز ابزار نجومی نوک شاتل (SPARTAN-203)/بارگذاری آزمایش دنباله‌دار هالی
- آزمایش دینامیک سیالات (FDE)
- برنامه دیده‌بانی فعال دنباله‌دار هالی (CHAMP)
- آزمایش فاز جداسازی (PPE)
- اجرای سه آزمایش مربوط به برنامه دانش‌آموزی شاتل (SSIP)
- دو درس برای برنامه پروژه معلم در فضا (TISP)

هیچ‌کدام از اهداف مأموریت کامل نشد.

## پارامترهای مأموریت
- جرم:
  - هنگام پرتاب مدارگرد: ۱۲۱٬۷۷۸ کیلوگرم (۲۶۸٬۴۷۵ پوند)
  - هنگام فرود مدارگرد :۹۰٬۵۸۴ کیلوگرم (۱۹۹٬۷۰۴ پوند)
  - ظرفیت ترابری دی‌اف‌آی: ۲۱٬۹۳۷ کیلوگرم (۴۸٬۳۶۳ پوند)
- حضیض : ۲۸۵ کیلومتر (۱۷۷ مایل)
- اوج : ۲۹۵ کیلومتر (۱۸۳ مایل)
- زاویهٔ شیب مدار: ۲۸٫۴۵ درجه
- دوره تناوبی : ۹۰٫۴~ دقیقه
- مدت مأموریت: ۷۳ ثانیه (از پیش ۶ روز و ۰ ساعت و ۳۴ دقیقه برنامه‌ریزی شده‌بود)

## نشان مأموریت
خدمه پرواز اس‌تی‌اس-۵۱-ال نشان بالا را برای مأموریت خود در شاتل چلنجر طراحی کردند. نشانی برای پرواز از فلوریدا به سمت فضا برای انجام چندین مأموریت. در میان وظایف پنج فضانورد و دو متخصص بارگذاری (که با هفت ستاره پرچم آمریکا در نشان آورده شده‌است) عکاسی و مشاهده دنباله‌دار هالی نیز وجود داشت که در نشان نیز دنباله‌دار هالی وجود دارد. نام‌خانوادگی فضانوردان در دایره اطراف و متخصصین بارگذاری در زیر نشان آورده شده‌است. نام اولین معلم در فضا (مک‌اولیف) پس از یک نشان سمبلیک سیب آمده‌است.